# 128474 Arbacia
128474 Arbacia este un asteroid din centura principală de asteroizi.

## Descriere
128474 Arbacia este un asteroid din centura principală de asteroizi. A fost descoperit pe 7 august 2004 la Pla D'Arguines de Rafael Ferrando. Asteroidul prezintă o orbită caracterizată de o semiaxă mare de 3,07 ua, o excentricitate de 0,08 și o înclinație de 10,2° în raport cu ecliptica.